# Amomum chinense
Amomum chinense är en enhjärtbladig växtart som beskrevs av W.Y.Chun. Amomum chinense ingår i släktet Amomum och familjen Zingiberaceae. IUCN kategoriserar arten globalt som livskraftig.
Artens utbredningsområde är Hainan (Kina). Inga underarter finns listade i Catalogue of Life.